# Петерс, Яков Генрихович
Яков Генрихович Петерс (14 марта 1931, Марковка, Немецкий национальный район, Западно-Сибирский край, РСФСР, СССР — 17 февраля 2009, Харен, Нижняя Саксония) — советский хозяйственный, государственный и политический деятель, Герой Социалистического Труда.

## Биография
Родился в 1931 году в селе Марковка.
С 1947 года — на хозяйственной, общественной и политической работе. В 1947—1993 гг. — тракторист колхоза им. Ленина Славгородского района, бригадир полевой бригады, плотник, управляющий Беккердиновским отделением совхоза «Славгородский», председатель колхоза «Победа» Славгородского района, начальник Алтайского краевого управления «Сортсемовощ». Окончил Алтайский сельскохозяйственный институт.
Указом Президиума Верховного Совета СССР от 8 апреля 1971 года присвоено звание Героя Социалистического Труда с вручением ордена Ленина и золотой медали «Серп и Молот».
Избирался депутатом Верховного Совета РСФСР 8-го созыва.
Умер в немецком городе Харен в 2009 году.